# Leandro Vuaden
Leandro Pedro Vuaden   (Roca Sales, 29 de junho de 1975) é um ex-árbitro brasileiro de futebol.

## Carreira
Leandro Vuaden iniciou sua carreira na arbitragem em 1997, tendo atuado diversas vezes no Campeonato Gaúcho e no Campeonato Brasileiro, além de outras competições.Vuaden já apitou a final do Campeonato Gaúcho de 2004 (entre Internacional e Ulbra) e a final do Campeonato Gaúcho de 2006 (entre Grêmio e Internacional). Conquistou reconhecimento por apitar no "estilo europeu", não marcando tantas faltas e deixando o jogo fluir.
Foi um dos indicados para receber o prêmio da CBF de melhor árbitro do Campeonato Brasileiro de 2008. Nesta mesma competição, foi um dos árbitros que mais apitou, estando presente em dezessete jogos.
Em janeiro de 2008, Vuaden foi escolhido para integrar o quadro de árbitros da FIFA. Assim, ele faz parte do grupo de dez juízes brasileiros. É o segundo gaúcho a fazer parte do quadro, atualmente, junto com  Carlos Simon, que já fazia parte. Apitou o segundo jogo da final do Campeonato Gaúcho de 2010, entre Internacional e Grêmio. Neste mesmo ano, apitou pela Sul-americana Palmeiras e Vitória. Em 2011, foi um dos indicados para receber o prêmio da CBF de melhor árbitro do Campeonato Brasileiro e ganhou o prêmio, sendo Paulo César de Oliveira e Sandro Meira Ricci, o segundo e o terceiro melhor árbitro, respectivamente.
No dia 13 de abril de 2014, Vuaden apitou o último jogo da final do Campeonato Mineiro de Futebol 2014, jogo disputado no estádio do Mineirão entre Atlético-MG e Cruzeiro. O primeiro duelo havia empatado em 0 x 0 e o Cruzeiro tinha a vantagem de jogar por dois resultados iguais na decisão. Aos 43 minutos da etapa complementar, Vuaden marcou uma falta na entrada da grande área no atacante Jô do Atlético Mineiro cometida pelo zagueiro Dedé da equipe cruzeirense, houve grande reclamação por parte dos jogadores do Atlético-MG que queriam a marcação de um pênalti. Porém, após marcação de impedimento do auxiliar Fábio Pereira, Vuaden sinalizando impedimento do atacante atleticano, gerou grande insatisfação por parte dos atleticanos. No fim, o Cruzeiro conquistou o título de campeão mineiro de 2014.
No dia 8 de Setembro de 2019, Vuaden apitou o jogo decisivo do acesso à série B 2020 entre Paysandu e Náutico e este mesmo confronto ficou marcado por uma marcação de pênalti por parte de Vuaden nos acréscimos do 2º tempo e consequentemente deu ao náutico a chance convertida em gol empatando a partida e posteriormente derrotando o Paysandu nas cobranças de pênalti, está mesma marcação ganhou repercussão nacional sendo considerada um erro crasso por diversos profissionais da área e fortemente contestada pelo então presidente do Paysandu. 
Em fevereiro de 2021, Vuaden recebeu o prêmio de melhor quarteto de arbitragem do Campeonato Brasileiro de 2020. Também receberam a homenagem Rodrigo Correa, Neuza Back e Wagner Reway.
Em 6 de dezembro de 2023, arbitrou seu último jogo profissional, pela última rodada do Campeonato Brasileiro de 2023, encerrando uma carreira de 26 anos. Dois dias depois, foi anunciado como novo presidente da Comissão de Arbitragem da Federação Gaúcha de Futebol (FGF).